# Thomas Burke
Thomas Edward Burke (Boston, 15 januari 1875 – Boston, 14 februari 1929) was een Amerikaanse atleet. Hij was de eerste olympische kampioen op de 100 m en de 400 m.

## Loopbaan
In 1895 won Burke de titel op de 440 yd van de Amateur Atletiek Unie. Bij de Olympische Spelen van 1896 in Athene zegevierde hij verrassend op de eerste 100 m uit de olympische geschiedenis. Zijn starttechniek was ongewoon in die tijd, maar wordt nu door iedereen gebruikt. Zijn tijd in zowel de series als de finale was 12,0 s. Zijn prestatie in de halve finale werd echter als olympisch record geregistreerd, want toen kwam hij tot 11,8. Op deze Olympische Spelen won hij ook de 400 m in een tijd van 54,2.
Overigens was Burke niet de 'uitvinder' van de starttechniek die tegenwoordig als normaal wordt beschouwd. In 1888 was  zijn landgenoot Charles Sherrill, student aan de Yale-universiteit, al gesignaleerd, terwijl die op handen en voeten startte. En zelfs die kan niet de uitvinder van deze techniek worden genoemd, want de in Schotland wonende Maori Bobby Macdonald schijnt zijn tijdgenoten reeds in 1884 te hebben verbluft met deze 'nieuwerwetse' startmethode.
In 1897 was Burke een van de oprichters van de Boston Marathon, geïnspireerd op het succes van de marathon op de Spelen van 1896. Na zijn carrière werd Burke advocaat, maar hij was ook sportjournalist en atletiektrainer.

## Titels
- Olympisch kampioen 100 m - 1896
- Olympisch kampioen 400 m - 1896
- Amerikaans kampioen 440 yd - 1895, 1896, 1897
- Amerikaans kampioen 880 yd - 1898
- IC4A-kampioen 440 yd - 1896, 1897
- IC4A-kampioen 880 yd - 1899

## Persoonlijke records
| Onderdeel | Prestatie | Datum        | Plaats |
| --------- | --------- | ------------ | ------ |
| 100 m     | 11,8 s    | 6 april 1896 | Athene |
| 440 yd    | 48,8 s    | 1896         |        |

## Palmares

### 100 m
- 1896:  OS - 12,0 s (11,8 s in ½ fin. = OR)

### 400 m
- 1896:  OS - 54,2 s (OR)

1896: Thomas Burke ·
1900: Francis Jarvis ·
1904: Archie Hahn ·
1908: Reggie Walker ·
1912: Ralph Craig ·
1920: Charley Paddock ·
1924: Harold Abrahams ·
1928: Percy Williams ·
1932: Eddie Tolan ·
1936: Jesse Owens ·
1948: Harrison Dillard ·
1952: Lindy Remigino ·
1956: Bobby Morrow ·
1960: Armin Hary ·
1964: Bob Hayes ·
1968: Jim Hines ·
1972: Valeri Borzov ·
1976: Hasely Crawford ·
1980: Allan Wells ·
1984: Carl Lewis ·
1988: Carl Lewis ·
1992: Linford Christie ·
1996: Donovan Bailey ·
2000: Maurice Green ·
2004: Justin Gatlin ·
2008: Usain Bolt ·
2012: Usain Bolt ·
2016: Usain Bolt ·
2020: Marcell Jacobs ·
2024: Noah Lyles
1896: Thomas Burke ·
1900: Maxey Long ·
1904: Harry Hillman ·
1908: Wyndham Halswelle ·
1912: Charles Reidpath ·
1920: Bevil Rudd ·
1924: Eric Liddell ·
1928: Ray Barbuti ·
1932: Bill Carr ·
1936: Archie Williams ·
1948: Arthur Wint ·
1952: George Rhoden ·
1956: Charlie Jenkins ·
1960: Otis Davis ·
1964: Mike Larrabee ·
1968: Lee Evans ·
1972: Vince Matthews ·
1976: Alberto Juantorena ·
1980: Viktor Markin ·
1984: Alonzo Babers ·
1988: Steve Lewis ·
1992: Quincy Watts ·
1996: Michael Johnson ·
2000: Michael Johnson ·
2004: Jeremy Wariner ·
2008: LaShawn Merritt ·
2012: Kirani James · 
2016: Wayde van Niekerk · 
2020: Steven Gardiner · 
2024: Quincy Hall